# Eugène Labiche

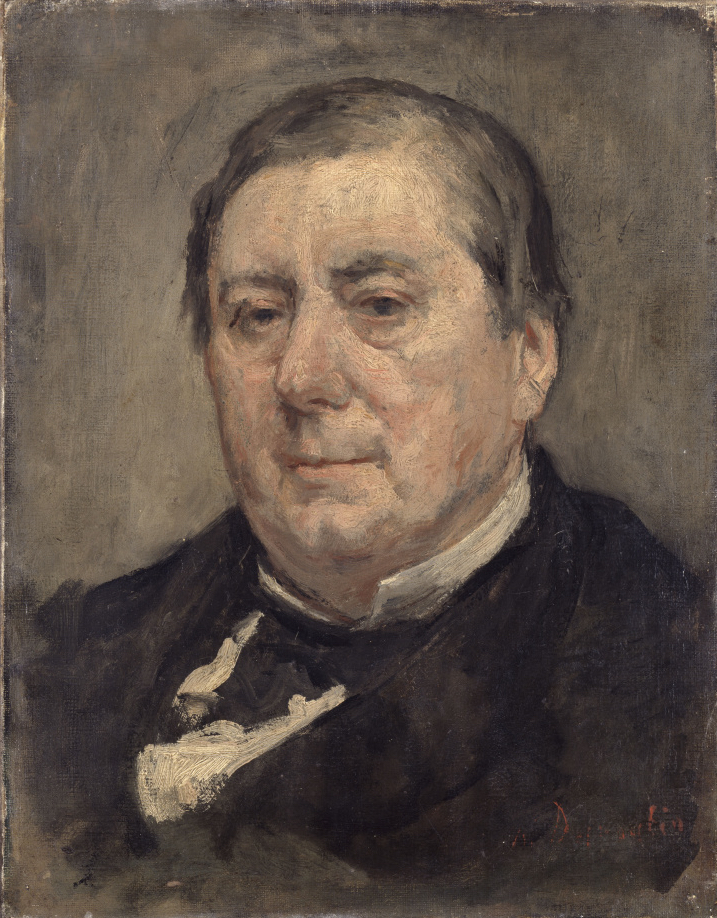
Portret van Eugène Marin Labiche

Eugène Marin Labiche (Parijs, 6 mei 1815 – aldaar, 22 januari 1888) was een Franse dramaturg. 
Hij werkte onder andere samen met Marc Michel, Louis François Clairville, Philippe François Dumanoir en anderen.
In 1880 werd Labiche verkozen tot lid van de Académie française.

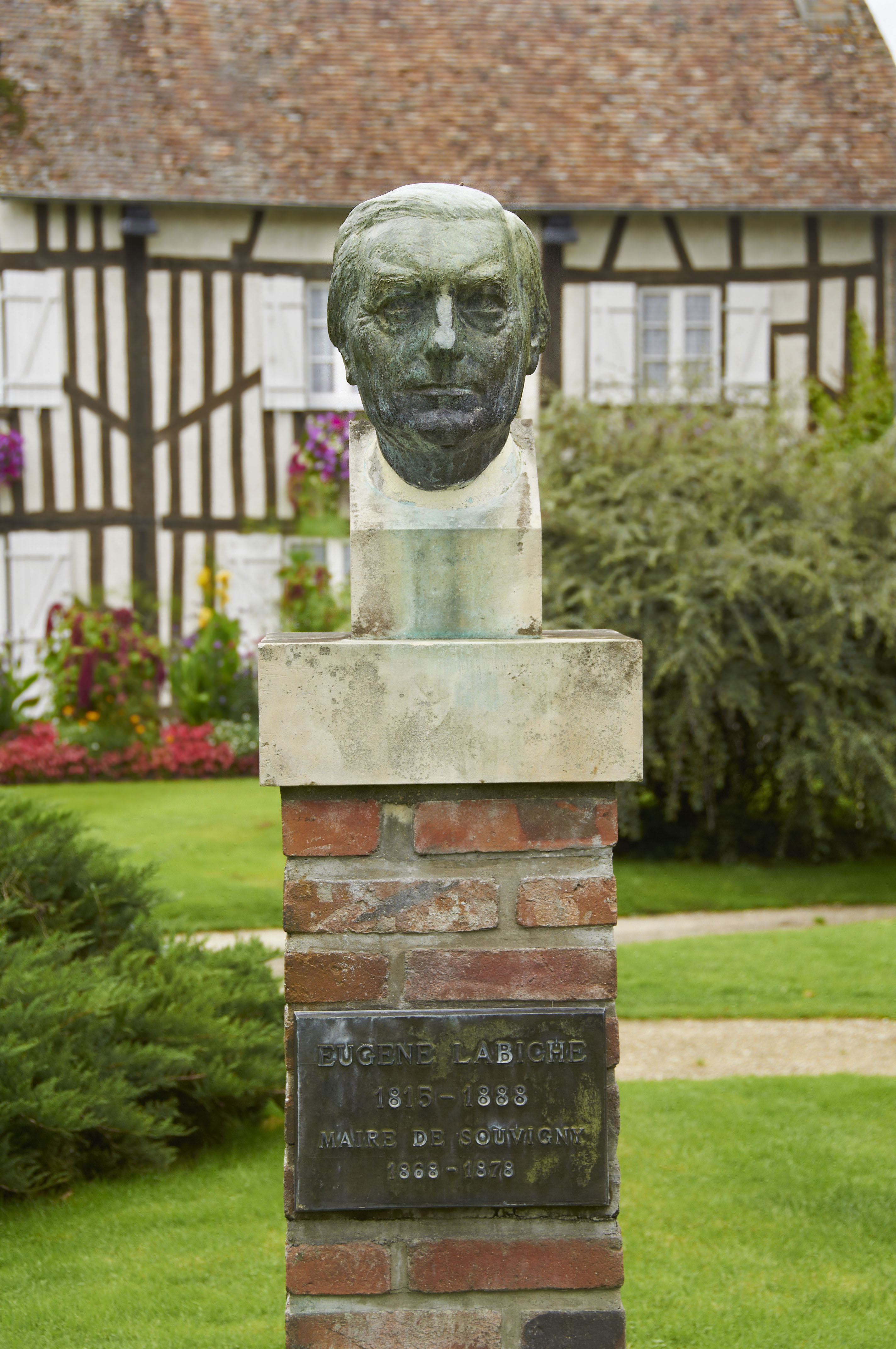
Borstbeeld in Souvigny-en-Sologne

## Werken
- La Cuvette d’eau, 1837
- Le Capitaine d'Arcourt ou la Fée du château, 1838
- La Clé des champs, 1839
- La Forge des châtaigniers, 1839
- La Peine du talion, 1839
- L'Article 960 ou la Donation, 1839
- Le Fin Mot, 1840
- Bocquet père et fils ou le Chemin le plus long, 1840
- Le Lierre et l'Ormeau, 1840
- Les circonstances atténuantes, 1842
- Mademoiselle Ma Femme, 1846
- Un chapeau de paille d'Italie, 1851
- Un monsieur qui prend la mouche, 1852
- Edgard et sa bonne, 1852
- Le misanthrope et l'Auvergnat, 1853
- La Chasse aux corbeaux, 1853
- L'Affaire de la rue de Lourcine, 1857
- Les petites Mains, 1859
- La poudre aux yeux, 1861
- Célimare le bien-aimé, 1863
- Permettez, madame!, 1863
- La Cagnotte, 1864
- Lepoint de mire, 1864
- Un pied dans le crime, 1866
- Le fils du brigadier, 1867 libretto met Delacour voor opera van Victor Massé
- Le Dossier de Rosafol, 1869
- Le Choix d'un gendre, 1869
- samen met Edmond Gondinet: Le plus heureux des trois,  1870
- Le Cachemire X.B.T., 1870
- Le Livre bleu, 1871
- L'Ennemie, 1871
- Il est de la police, 1872
- La Mémoire d'Hortense, 1872
- Doit-on le dire?, 1872
- Madame est trop belle, 1874